# Teochew

Minnan-Dialekte: Teochew in Mittelgrün. Dargestellt sind die Provinzen Zhejiang, Fujian und Guangdong sowie Taiwan

Teochew oder Chaozhou (chinesisch 潮州話 / 潮州话, Pinyin Cháozhōuhuà, Pe̍h-ōe-jī Tiô-tsiu-uē – „Chaozhou-Sprache“, IPA: [tiε5 tsiu1 uε7]) ist eine Min-Nan-Sprache (nach offizieller Sprachregelung ein Dialekt des Chinesischen), die in den östlichen acht Bezirken der Provinz Guangdong gesprochen wird und am ehesten mit dem im südlichen Fujian gesprochenen Hokkien und mit Taiwanisch verwandt ist. Sie wird von Han-Chinesen gesprochen und hat weltweit ungefähr 30 Millionen Sprecher. Die Bezeichnung leitet sich von einer alten, englisch-basierten Umschrift des Städtenamens Chaozhou ab.
Teochew ist eine tonale Sprache, die über sechs Tonfälle und ein starkes Tonsandhi (tonale Veränderung bei Zusammentreffen zweier Silben) verfügt. Sie unterscheidet sich sowohl lautlich als auch grammatikalisch stark vom Hochchinesischen (Mandarin) und dem Kantonesischen, so dass eine mündliche Verständigung zwischen beiden Idiomen nicht möglich ist. Teochew gehört zu den konservativsten Idiomen der Han-Chinesen und hat noch viele sprachliche Strukturen wie Aussprache und Satzbau vom antiken Mittelchinesisch beibehalten und ist deshalb gerade für Sinologen, die sich mit der antiken alt- und mittelchinesischen Literatur beschäftigen, besonders interessant, da sie näher mit dem antiken Chinesisch verwandt ist als die moderne hochchinesische Standardsprache.
Die Sprache ist mehr als tausend Jahre alt und wird von vielen Auslandschinesen gesprochen. So sollen allein in Malaysia fast eine Million Teochew-Chinesen leben. In Hongkong ist sie die zweithäufigste gesprochene Sprache, sie wird aber aufgrund vieler Auswanderungswellen von Teochew-Chinesen im 19. und 20. Jahrhundert auch von der Diaspora in den jeweiligen Ländern gesprochen (Taiwan, Singapur, Thailand, Indonesien/Java/Bali, Vietnam, Kambodscha, Brunei, Australien, Neuseeland, USA und weitere). Die meisten Teochew-Sprecher wachsen in China zweisprachig auf, wobei sie im öffentlichen Leben Hochchinesisch sprechen und nur im familiären Kreis Teochew. Gerade die jüngere Generation verlernt die sprachlichen Eigenheiten durch den Einfluss standardchinesischer medialer Einflüsse immer mehr, besonders regional verwendete Schriftzeichen werden kaum noch gelehrt.